# Приазовский железорудный район
Приазовский железорудный район, расположенный на востоке Украины, включает Кусунгурское, Сергеевское, Гуляйпольское, Корсакское и Новоукраинское (еще не осваивается и является резервной сырьевой базой) месторождения.

## Описание
Запасы руды этого района оцениваются в 3 млрд тонн, из которых 0,9 млрд — легкообогащаемые магнетитовые кварциты. Из приазовских руд можно получать железорудные концентраты с содержанием железа 69-72 %.